# Riotuerto
Riotuerto település Spanyolországban, Kantábria autonóm közösségben. Riotuerto Liérganes, Medio Cudeyo, Entrambasaguas, Ruesga, Arredondo és Miera községekkel határos. Lakosainak száma 1675 fő (2024).

## Népesség
A település népessége az elmúlt években az alábbi módon változott:
| Lakosok száma | 1522 | 1511 | 1578 | 1627 | 1634 | 1594 | 1615 | 1601 | 1659 | 1675 |
|               | 2001 | 2004 | 2007 | 2009 | 2012 | 2014 | 2017 | 2019 | 2022 | 2024 |